# 斯圖迪納鄉
43°59′00″N 24°25′00″E / 43.9833°N 24.4167°E
斯圖迪納鄉（羅馬尼亞語：Comuna Studina, Olt），是羅馬尼亞的鄉份，位於該國南部，由奧爾特縣負責管轄，面積38平方公里，海拔高度82米，2007年人口2,826，人口密度每平方公里75人。